# Осорио, Джонатан
Джо́натан Осо́рио (англ. Jonathan Osorio; род. 12 июня 1992, Торонто, Онтарио) — канадский футболист, полузащитник клуба «Торонто» и сборной Канады. Участник чемпионата мира 2022 года.

## Клубная карьера
Осорио — воспитанник клуба «Торонто». 9 марта 2013 года в поединке против «Спортинг Канзас-Сити» он дебютировал в MLS, заменив в конце второго тайма Терри Данфилда. 30 марта в матче против «Лос-Анджелес Гэлакси» Джонатан забил свой первый гол за «Торонто». После окончания сезона Джонатан поддерживал форму, тренируясь в составах английского «Хаддерсфилд Таун» и немецкого «Вердера». В 2017 году Осорио стал обладателем Кубка MLS. В розыгрыше Лиги чемпионов КОНКАКАФ 2018 года Осорио выиграл «Золотую бутсу» лучшему бомбардиру с четырьмя забитыми мячами, поразив ворота «Колорадо Рэпидз», а также мексиканских «УАНЛ Тигрес», «Америки» и «Гвадалахары». 30 августа 2018 года продлил контракт с «Торонто» на несколько лет. По окончании сезона 2022 контракт Осорио с «Торонто» истёк, но, проведя переговоры, 12 декабря 2022 года игрок подписал с клубом новый трёхлетний контракт с опцией продления на сезон 2026. В марте 2023 года «Торонто» перевёл Осорио в разряд назначенных игроков, чтобы увеличить место под потолком зарплат.

## Международная карьера
В 2011 году Осорио в составе молодёжной сборной Канады выступал на молодёжном чемпионате КОНКАКАФ в Гватемале. На турнире он сыграл в матчах против команд Гваделупы, Коста-Рики и Мексики.
28 мая 2013 года в товарищеском матче против сборной Коста-Рики Осорио дебютировал за сборную Канады. В 2013 году Джонатан попал в заявку национальной команды на участие в Золотом кубке КОНКАКАФ. На турнире он сыграл в матчах против сборных Мартиники, Мексики и Панамы.
В 2015 году Осорио попал в заявку сборной на участие в Золотом кубке КОНКАКАФ. На турнире он сыграл в матчах против сборных Коста-Рики и Ямайки.
22 января 2017 года в поединке против сборной Бермудских Островов Осорио забил свой первый гол за национальную команду. В том же году Осорио в третий раз попал в заявку сборной на участие в Золотом кубке КОНКАКАФ. На турнире он сыграл в матче против команды Гондураса.
В 2019 году Осорио в пятый раз был включён в состав сборной Канады на Золотой кубок КОНКАКАФ 2019. На турнире он сыграл в матчах против команд Мартиники, Мексики, Кубы и Гаити.
В 2021 году Осорио в шестой раз принял участие в Золотом кубке КОНКАКАФ. На турнире он сыграл в матчах против сборных Мартиники, Гаити, США, Коста-Рики и Мексики. В поединке против мартиникцев Джонатан забил гол.
В 2022 году Осорио принял участие в чемпионате мира 2022 в Катаре. На турнире он сыграл в матчах против команд Бельгии, Хорватии и Марокко.
В 2023 году Осорио в седьмой раз был включён в состав сборной на Золотой кубок КОНКАКАФ 2023. На турнире он сыграл в матчах против сборных Гваделупы, Гватемалы, Кубы и США. В поединке против кубинцев Джонатан забил гол. 

### Голы за сборную Канады
| #   | Дата            | Место                                               | Противник                       | Счёт | Результат | Соревнование                        |
| --- | --------------- | --------------------------------------------------- | ------------------------------- | ---- | --------- | ----------------------------------- |
| 01. | 22 января 2017  | Национальный стадион, Гамильтон, Бермудские Острова | Бермудские Острова              | 1:1  | 2:4       | Товарищеский матч                   |
| 02. | 2 сентября 2017 | Бимо Филд, Торонто, Канада                          | Ямайка                          | 2:0  | 2:0       | Товарищеский матч                   |
| 03. | 9 сентября 2018 | Ай-эм-джи Академи, Брейдентон, США                  | Американские Виргинские Острова | 1:0  | 8:0       | Лига наций КОНКАКАФ 2019/20 (отбор) |
| 04. | 7 сентября 2019 | Бимо Филд, Торонто, Канада                          | Куба                            | 4:0  | 6:0       | Лига наций КОНКАКАФ 2019/20         |
| 05. | 7 января 2020   | Чемпионшип Соккер Стэдиум, Ирвайн, США              | Барбадос                        | 3:1  | 4:1       | Товарищеский матч                   |
| 06. | 11 июля 2021    | Чилдренс Мёрси Парк, Канзас-Сити, США               | Мартиника                       | 3:1  | 4:1       | Золотой кубок КОНКАКАФ 2021         |
| 07. | 7 октября 2021  | Ацтека, Мехико, Мексика                             | Мексика                         | 1:1  | 1:1       | Чемпионат мира 2022 (отбор)         |
| 08. | 28 марта 2023   | Бимо Филд, Торонто, Канада                          | Гондурас                        | 4:1  | 4:1       | Лига наций КОНКАКАФ 2022/2023       |
| 09. | 4 июля 2023     | Шелл Энерджи Стэдиум, Хьюстон, США                  | Куба                            | 2:0  | 4:2       | Золотой кубок КОНКАКАФ 2023         |

### Статистика в сборной
| Канада | Канада | Канада |
| Год    | Игры   | Голы   |
| ------ | ------ | ------ |
| 2013   | 8      | 0      |
| 2014   | 1      | 0      |
| 2015   | 4      | 0      |
| 2016   | 2      | 0      |
| 2017   | 4      | 2      |
| 2018   | 3      | 1      |
| 2019   | 9      | 1      |
| 2020   | 3      | 1      |
| 2021   | 15     | 2      |
| 2022   | 11     | 0      |
| 2023   | 9      | 2      |
| Всего  | 69     | 9      |

## Достижения
Командные
 «Торонто»
- Чемпион MLS (обладатель Кубка MLS): 2017
- Победитель регулярного чемпионата MLS: 2017
- Победитель Первенства Канады: 2016, 2017, 2018

Личные
- Лучший бомбардир Лиги чемпионов КОНКАКАФ: 2018 (4 мяча)
- Член символической сборной Лиги чемпионов КОНКАКАФ: 2018[57]
- Самый ценный игрок Первенства Канады: 2018